# Atmosferyczne warunki lotów
Atmosferyczne warunki lotów – stan atmosfery na lotnisku startu i lądowania oraz w rejonie (na trasie) lotu, określany wartością elementów meteorologicznych i zjawisk pogody, z których najważniejsze to:
- widzialność;
- wysokość podstawy chmur;
- kierunek wiatru;
- oblodzenie;
- wyładowania elektryczne;
- temperatura punktu rosy.

Warunki atmosferyczne w zależności od ich wpływu na lot i rodzaje statków powietrznych, dzieli się na:
- zwykłe warunki atmosferyczne – ZWA;
- trudne warunki atmosferyczne – TWA;
- minimalne warunki atmosferyczne – MWA.